# Joaquín Jovellar y Soler

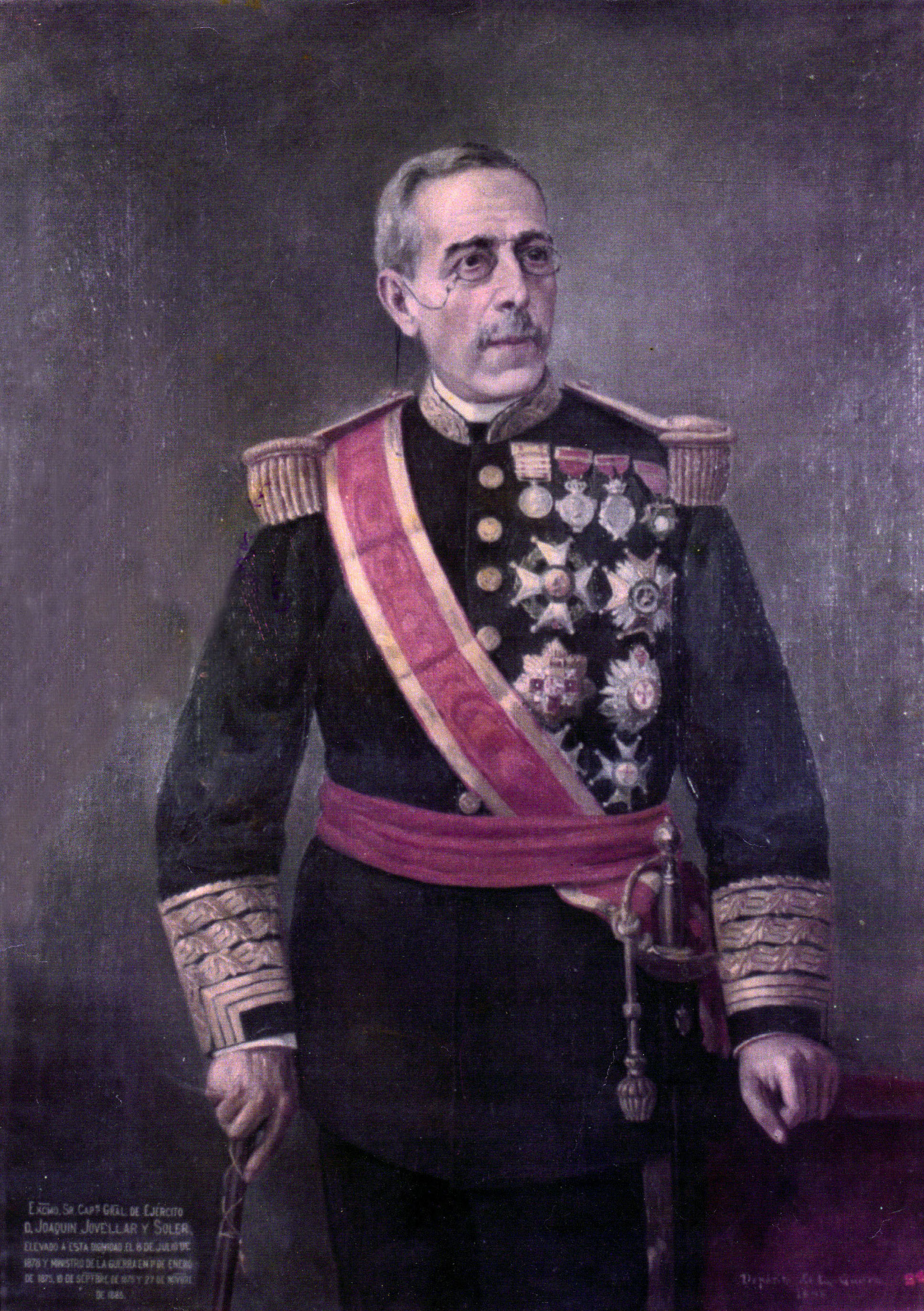
Generaal Joaquín Jovellar y Soler.

Joaquín Jovellar y Soler (Palma de Mallorca, 28 december 1819 - Madrid, 17 april 1892) was een Spaans generaal, politicus en eerste minister.

## Levensloop

### Militaire loopbaan en heerschappij van koninginIsabella II
Na zijn schoolopleiding vervolledigde hij in de militaire academie een opleiding tot officier. Tijdens de Eerste Carlistenoorlog vocht hij mee en werd hij bevorderd tot onderluitenant. In 1842 trad hij als hoofdman tot de militaire dienst op Cuba toe. Na zijn terugkeer werd hij in 1851 medewerker van het ministerie van Oorlog. In 1853 werd hij bevorderd tot majoor.
Tijdens de Spaans-Marokkaanse Oorlog van 1859-1860 werd hij privésecretaris van de opperbevelhebber van de Spaanse strijdkrachten in Marokko, generaal Leopoldo O'Donnell. Op 23 maart 1860 werd hij, nadat hij gewond raakte bij een veldslag, bevorderd tot kolonel. In 1863 volgde zijn bevordering tot brigade-generaal, waarna hij in 1864 benoemd werd tot onderstaatssecretaris op het ministerie van Oorlog. Tijdens onrusten die de volgende jaren plaatsvonden nam hij ondanks zijn positie aan de gevechten deel om de opstanden te mee te helpen onderdrukken. In juni 1866 raakte hij tijdens de straatgevechten bij een sergeantenopstand in Madrid op meerdere plekken gewond. Als erkenning voor zijn militaire diensten werd hij in 1866 benoemd tot generaal-majoor.
In september 1868 sloot hij zich aan bij de revolutie die tot de afzetting van koningin Isabella II leidde.

### Heerschappij van koningAmadeus IenEerste Spaanse Republiek
Op 22 mei 1871 werd Jovellar verkozen tot senator en vertegenwoordigde in de Spaanse Senaat van 1871 tot 1872 de provincie Huesca
Door Isabella's opvolger als koning, de Italiaans prins Amadeus, werd hij in 1872 bevorderd tot luitenant-generaal. Na de afzetting van Amadeus I in februari 1873 en het uitroepen van de Eerste Spaanse Republiek, werd hij in november 1873 opnieuw naar Cuba gestuurd. Daar was hij van november 1873 tot december 1874 oppercommandant van de strijdkrachten en gouverneur-generaal. Tijdens zijn ambtsperiode kwam het tot een internationaal conflict toen hij het schip "Virginus" liet vastleggen. Dat schip wilde de rebellen op Cuba ondersteunen. Toen hij enkele bemanningsleden van het schip, waaronder enkele Britse en Amerikaanse staatsburgers, liet executeren, leidde dit net niet tot een oorlog met de Verenigde Staten.

### De heerschappij van koningAlfons XII
Na zijn terugkeer naar Spanje werd hij opperbevelhebber van het centraal leger dat vocht tegen de carlisten en moest hij de proclamatie van Alfons XII, de zoon van Isabella II, tot nieuwe koning door generaal Arsenio Martínez Campos verzekeren. Vervolgens werd hij van 31 december 1874 tot en met 12 september 1875 minister van Oorlog in de regering van Antonio Cánovas del Castillo.
Op 12 september 1875 volgde Jovellar Cánovas op als eerste minister en bleef eveneens minister van Oorlog. Jovellar was eigenlijk de premier van een interim-regering en bleef in functie tot en met 21 december 1875. Onder zijn premierschap vonden de eerste verkiezingen voor de grondwetgevende Cortes Generales plaats sinds het herstel van de Spaanse monarchie. Op 20 januari 1876 werd hij verkozen tot afgevaardigde in het Congreso de los Diputados.
Van januari tot oktober 1876 was Jovellar opnieuw kapitein-generaal en gouverneur van Cuba. Van 1876 tot 1877 was hij ook opnieuw lid van de Spaanse Senaat ter vertegenwoordiging van de provincie Huesca. Vervolgens werd hij op 10 april 1877 via een koninklijk decreet benoemd tot senator voor het leven wegens zijn politieke en militaire verdiensten. In 1878 werd hij benoemd tot kapitein-generaal van de strijdkrachten, eveneens voor het leven.
Op 7 april 1883 werd hij de nieuwe gouverneur-generaal van de Filipijnen. Tijdens zijn ambtsperiode ging er vanaf 1883 in de Spaanse kolonies opnieuw een dienstplicht van één jaar van kracht. Ook waren er plannen om een spoorweg aan te leggen op het Filipijnse hoofdeiland Luzon. In 1884 volgde een bezoek aan Zuid-Filipijnen om er een jezuïetenobservatorium en een universiteit in te wijden in Manilla. Op 1 april 1885 eindigde zijn gouverneurschap. 
Na zijn terugkeer in Spanje werd hij tijdens het regentschap van koningin-weduwe Maria Christina van Oostenrijk op 27 november 1885 minister van Oorlog in de regering van Práxedes Mateo Sagasta, wat hij bleef tot en met 11 oktober 1886. Tijdens zijn ministerschap werd er in de buurt van Madrid een republikeinse opstand onderdrukt.
- Biblioteca Nacional de España: XX1217781
- International Standard Name Identifier: 0000 0000 4412 863X
- Library of Congress Control Number: no2005053835
- Virtual International Authority File: 51421326
- WorldCat: E39PBJh4xBKTf8hjP4bjYQdmh3